# Sweltsa gaufini
Sweltsa gaufini is een steenvlieg uit de familie groene steenvliegen (Chloroperlidae). De wetenschappelijke naam van de soort is voor het eerst geldig gepubliceerd in 1973 door Baumann.